# Szekeres András (labdarúgó)
Szekeres András (Sarkad, 1921. november 27. – Budapest, 1999. november 10.) háromszoros magyar bajnok labdarúgókapus, edző.

## Pályafutása

### Játékosként
A Csepel csapatában szerepelt. Tagja volt az 1941–42-es, az 1942–43-as és az 1947–48-as idényben bajnoki címet szerzett együttesnek. Az első bajnoki cím megszerzésekor csak egyszer lépett pályára, de a következőknél már ő volt az első számú kapus.

### Edzőként
1975 és 1976 között a togói labdarúgó-válogatott szövetségi kapitánya volt. Mérlege: kilenc mérkőzésen három-három győzelem, döntetlen és vereség.

## Sikerei, díjai

### Játékosként
- Magyar bajnokság
  - bajnok: 1941–42, 1942–43, 1947–48